# Гори (Ирландия)
Вижте пояснителната страница за други значения на Гори.
Гори (на английски: Gorey; на ирландски: Guaire) е град в югоизточната част на Ирландия, провинция Ленстър на графство Уексфорд. Намира се на 94 km южно от столицата Дъблин, на 54 km северно от административния център на графството Уексфорд и на 6 km от брега на Ирландско море. Има жп гара, която е открита на 16 ноември 1863 г. Населението му е 3479 жители от преброяването през 2006 г. 

## Побратимени градове
- Оубън, Шотландия

1. ↑  beyond2020.cso.ie //    Архивиран от оригинала на 25 юли 2011 г.